# Karasuwa
Karasuwa è una delle diciassette aree a governo locale (local government area) in cui è suddiviso lo stato di Yobe, in Nigeria. Estesa su una superficie di 1.162 chilometri quadrati, conta una popolazione di 106.992 abitanti.